# Кругле (Рівненський район)
Кру́гле —  село в Україні, у Рівненському районі Рівненської області. Населення становить 74 осіб.

## Населення

### Мова
Розподіл населення за рідною мовою за даними перепису 2001 року:
| Мова       | Кількість | Відсоток |
| ---------- | --------- | -------- |
| українська | 74        | 100%     |